# モンマルトル条約
モンマルトル条約（モンマルトルじょうやく、英語: Treaty of Montmartre）は、1662年2月6日に締結された、フランス王ルイ14世とロレーヌ公シャルル4世の間の条約。条約の交渉はユーグ・ド・リオンヌにより行われた。条約により、ロレーヌ公国は70万リーブルの代金と10万エキュの年金でフランスに売却された。